# Intergalactic
Intergalactic är en låt av Beastie Boys, utgiven som singel den 2 juni 1998. Singeln finns med på albumet Hello Nasty, utgivet den 14 juli 1998.

## Låtlista
CD-singel 1
1. "Intergalactic" (album version) – 3:33
2. "Hail Sagan (Special K)" – 4:06
3. "Intergalactic" (Prisoners of Technology Mix) – 5:46
4. "Intergalactic" (Fuzzy Logic Re-Mix) – 3:47

CD-singel 2
1. "Intergalactic" (album version) – 3:32
2. "Intergalactic" (Remix No. 1) – 3:54
3. "Intergalactic" (Remix No. 2) – 4:02
4. "Intergalactic" (Remix No. 1 Instrumental) – 3:56
5. "Intergalactic" (Remix No. 2 Instrumental) – 3:59